# Joachim Deutschland

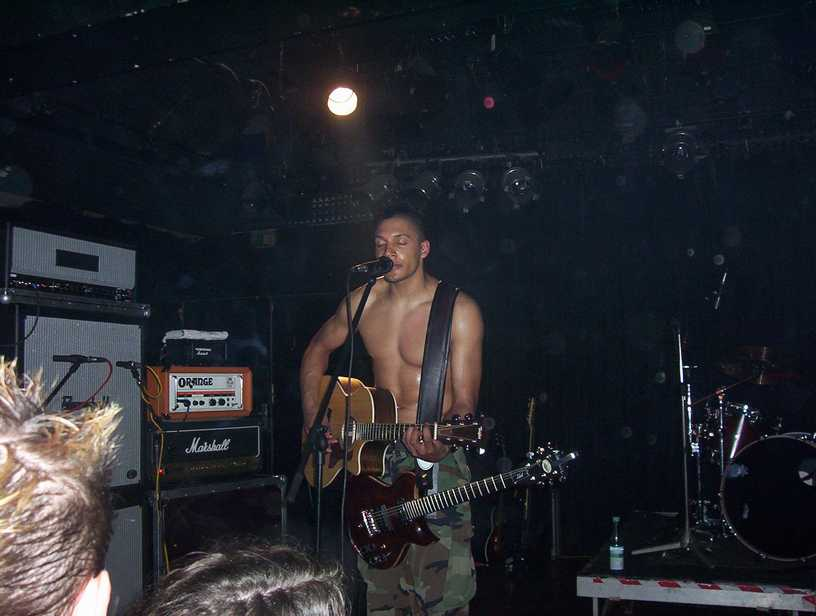
Joachim Deutschland

Joachim Deutschland (nació el 31 de julio de 1980 en Stuttgart; nacido como Christof Johannes Joachim Faber) es un cantante de rock que reside en Alemania con la doble nacionalidad alemano-americana.

## Biografía
Joachim vivió en Hamburgo hasta los 16 años, pasando algunos años en Henstedt-Ulzburg. Después de aprobar su examen para concluir el bachillerato, parte a California para iniciar su carrera como jugador  profesional de baloncesto. Como no tuvo éxito en el deporte, se alistó cuatro años más tarde en el Ejército de los EE.UU, realizando su servicio en la 82.ª División Aerotransportada en Fort Bragg, Carolina del Norte. Como esta carrera tampoco le agradó, se marchó ilegalmente un año después de los EE. UU., arriesgándose a cinco semanas de encarcelamiento militar.
Desde su salida del Ejército dedicó su vida a la música, llegando a publicar dos álbumes. Además, fue miembro del jurado de VIVA - Karaoke-Show Shibuya. Contribuyó como invitado en el álbum editado en la primavera de 2008 "Dorn im Auge" de los Raperos de Berlín Kaisa.

### Familia
La familia Joachim tiene una estrecha relación con la música desde hace varias generaciones. Su abuelo era compositor, su madre fue cantante de jazz en Denver, su padre Johannes músico de jazz con el grupo del Consorcio.

### La banda
Los miembros actuales de la banda son:
- Joachim Deutschland – Guitarra, Voz
- Guilerme – Bajo
- Benedikt – Batería

Miembros de 2003 a 2005:
- Joachim Deutschland – Guitarra, Voz
- Sascha Laumann – Bajo
- Dominik Scholz – Batería

## Música
Joachim Deutschland es conocido como un cantante de rock "sucio". Tras su exclusión de Eurovision por sus comentarios sucios en una canción sobre Edmund Stoiber y su familia ("Die Stoibers") así como los destapes regulares de su trasero ante las cámaras de TV alcanzó cierta fama en Alemania.

### Canciones famosas
- Marie (D# 32, CH# 83)
- Ich tu' was ich will (D# 94)
- Ein wenig Anarchie (D# 59)
- Zu Früh
- Oase
- Die Stoibers (indiziert)
- La Motelle

## Discografía

### Álbumes
- 2003: Musik wegen Frauen
- 2005: Rock sei Dank (D# 73)
- 2008: Crutschanenbeats-Jannik